# William Z. Foster
William Edward Foster, conocido como William Z. Foster (Taunton, Massachusetts, 25 de febrero de 1881 - Moscú, Unión Soviética, 1 de septiembre de 1961), fue un sindicalista y político comunista de los Estados Unidos. Fue presidente y secretario general del Partido Comunista de los Estados Unidos (CPUSA).

## Biografía
Foster nació en 1881 en la localidad de Taunton, en el estado de Massachusetts. Al poco tiempo de edad, se traslada con su familia a Filadelfia. A los diez años se ve obligado a abandonar la escuela para trabajar como fontanero. Sus empleos le llevarían por todo Estados Unidos, hasta que en 1905 se establece en Oregón. Es allí cuando toma el primer contacto con la política y el mundo sindical.
Antes del CPUSA, Foster fue militante del Partido Socialista de América (SPA) y del sindicato Industrial Workers of the World (IWW), al que se une en 1909. A los pocos años, en 1911, representó a la IWW en una conferencia internacional de sindicatos celebrada en Budapest. Debido al crecimiento de la influencia anarcosindicalista en la IWW, divergencias con el sindicato hacen que lo abandone para fundar la Liga Sindicalista de América del Norte (SNLA). En este nuevo sindicato también participaron otros destacados comunistas estadounidenses como Earl Browder o James P. Cannon.
Desde la SNLA, Foster se involucró principalmente en la formación de sindicatos ferroviarios y metalúrgicos, destacando la organización de duras huelgas del sector en 1919, año crucial para el movimiento comunista norteamericano. Tras perder dichas luchas, Foster abandona el SNLA y se le prohíbe volver a trabajar en el sector ferroviario. En 1921 recibe una invitación de Earl Browder para asistir en Moscú a un Congreso de la Internacional Sindical Roja. Al regresar a EE. UU., Foster se une al joven Partido Comunista de los Estados Unidos.
Firme defensor de Stalin y su línea política, y en no pocas ocasiones enfrentado a la dirección del CPUSA, apoya la expulsión de James P. Cannon y otros sectores trotskistas del CPUSA en 1928. Al año siguiente es elegido como secretario general del CPUSA aunque en 1932 se ve obligado a dimitir por complicaciones de salud y le sucede Earl Browder.
En 1945, tras la destitución de Browder, asume nuevamente la dirección del CPUSA hasta 1957, uno de los períodos más difíciles de la historia del CPUSA debido a la caza de brujas desatada por el senador republicano Joseph McCarthy.
Durante su mandato, Foster fue un firme defensor del PCUS y de la Internacional Comunista, defendiendo el legado de Stalin tras el polémico XX Congreso del PCUS y la intervención soviética en Hungría, ambos sucesos acaecidos en 1956.
Foster vivió los últimos tiempos de su vida exiliado en la Unión Soviética, falleciendo en Moscú el 1 de septiembre de 1961, a los 80 años de edad.